# サンヴァリエ桜堤

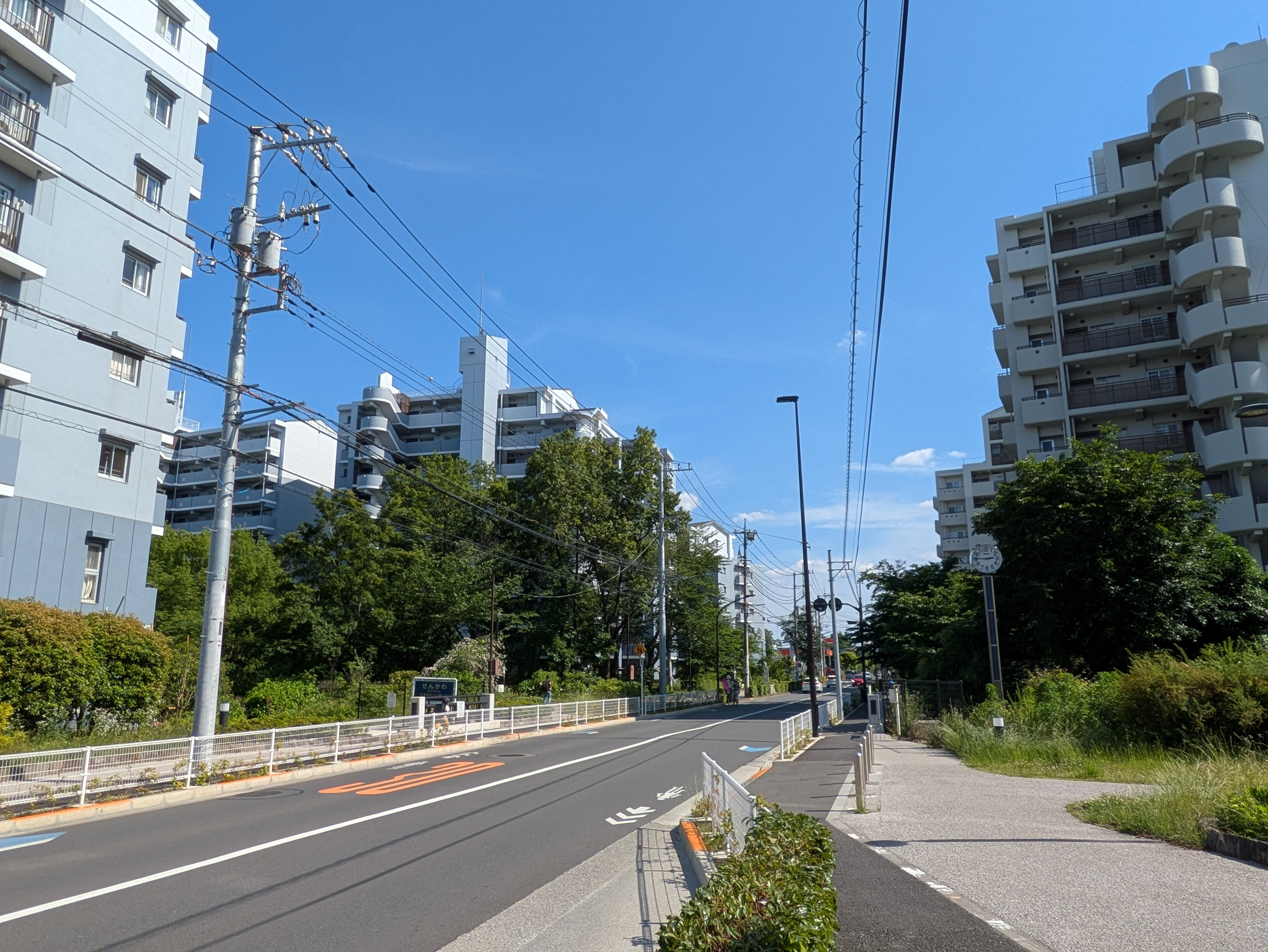
サンヴァリエ桜堤（小金井市桜堤）

サンヴァリエ桜堤（サンヴァリエさくらづつみ）は、東京都武蔵野市桜堤一丁目から二丁目にかけて所在する都市再生機構が供給する賃貸型集合住宅である。

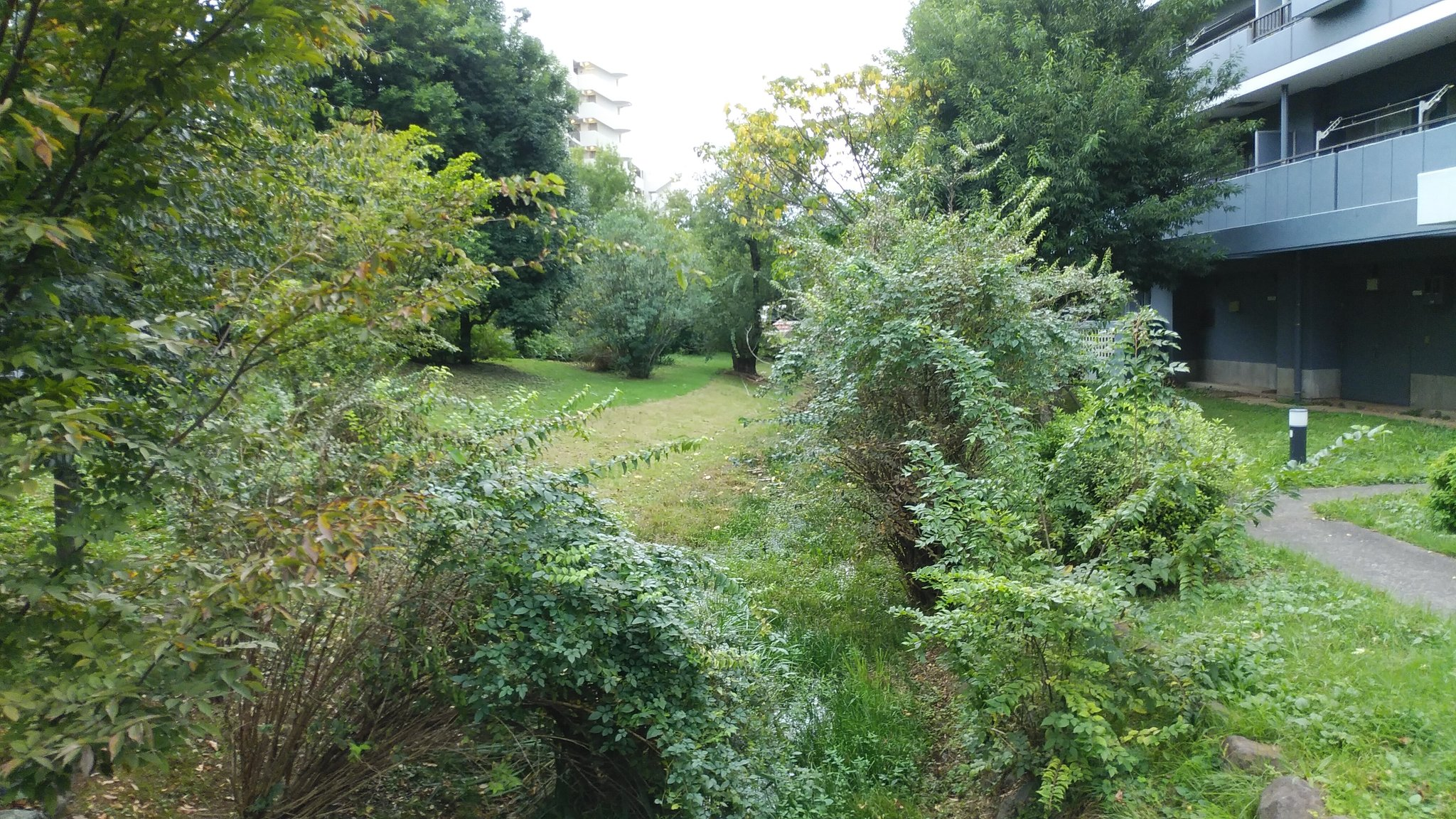
サンヴァリエ桜堤内、仙川緑地部

## 概説
かつて同地に所在していた桜堤団地（1959年築）の建て替えとなる団地として建設され、1999年（平成11年）から2005年（平成17年）までに順次完成した。
最寄駅はJR中央線武蔵境駅或いは東小金井駅。バスの関係で武蔵境駅を利用する住民が多い。少数ではあるが西武新宿線田無駅を利用する住民もいる。
都市再生機構のTVコマーシャル撮影に利用されるなど、モデル的な役目を担っている。

## 物件概要
- 住所：東京都武蔵野市桜堤一丁目、同二丁目
- 階数：地上10階
- 総戸数：1,120戸
- 管理開始：1999年10月 - 2005年11月
- 共益費（月額）：5,730円